# Напад на усташку свеучилишну чету августа 1941. у Загребу
|  | Овај чланак је део серије чланка о Загребу у Народно-ослободилачкој борби. |

Дана 4. августа 1941. у центру Загреба, у Руњаниновој улици код Ботаничког врта група омладинских активиста КПХ и СКОЈ-а извела је напад бомбама и револверима на једну чету усташког свеучилишног батаљона.
Напад је изведен након десетодневних припрема, у непосредној организацији Покрајинског комитета СКОЈ-а. У том периоду провођена је партијска линија одлучног и тренутног преласка на бескомпромисну оружану борбу, а међу активистима КПХ и СКОЈ-а владало је убеђење да је могуће водити оружану борбу против режима НДХ и окупатора и у градовима.

## Припреме
У згради студентског дома у Руњаниновој улици након окупације и успостављања НДХ разместила се усташка „свеучилишна бојна“ (батаљон). Активисти су уочили да се сваког дана у исто време, у 11:45 пре подне, једна чета овог батаљона постројава испред зграде у непосредној близини ограде Ботаничког врта. Та чета би затим продужила парадним кораком према Хрватском народном казалишту и даље Франкопанском улицом у Горњи град, као смена страже пред Павелићевом резиденцијом и осталим министарствима и институцијама НДХ. На основу овог запажања разрађена је замисао напада.
У то време, секретар универзитетске организације био је Вицко Распор. Истовремено је био и члан Покрајинског комитета СКОЈ-а. Заједно са Славком Комаром, Миланом Борошаком, Твртком и Драгом Сељаном и другим студентима-комунистима израдио је план напада. За вођу напада одредили су Славка Комара. Тада су Распор и Комар целокупни план изложили Влади Поповићу који се усагласио, па се могло приступити извршењу.
За напад је одређена група од 12 омладинаца, коју су чинили студенти Славко Комар, Милан Борошак, Твртко Сељан, Драго Сељан и Љубо Марковић, раднички омладинци Анђелко Бериславић, Перо Рукавина и Иво Глухак, средњошколци Душан Видаковић и Крешо Ракић и још двојица омладинаца којима се не знају имена. У самом нападу бомбама и револверима учествовали су Комар, Твртко и Драго Сељан, Видаковић и Глухак. Остали су били распоређени на осигурања. Према плану, шесторица су наоружана ручним бомбама и револверима, а остала шесторица само револверима. Након бацања бомби, планирано је да се на усташе отвори ватра из револвера. Акција је заказана за 4. август, а време од 26. јула до 3. августа искоришћено је за увежбавање и утврђивање детаља плана.

## Напад
4. августа у 11:45, према утврђеном плану, четири омладинца из Ботаничког врта и двојица из Руњанинове улице бацили су бомбе на постројену усташку чету. Многе усташе попадале су по тргу. Међутим, тада је на нападаче отворена митраљеска ватра из стражарског митраљеског гнезда са зграде студентског дома, које нападачи претходно нису приметили. Услед тога, није било могуће извести други део плана и револверима напасти уздрмане усташе, већ се одмах морало почети са извлашењем утврђеним правцима.
Напад је изазвао велику узбуну и конфузију. У непосредној близини затекла се чета полувојничког фашистичког удружења „Хрватски радиша“, па ударна група није успела да спречи затварање врата Ботаничког врта, тако да су тројица чланова групе ухваћена на лицу места. Остали су се успели извући са места догађаја, пролазећи кроз многе напете сусрете и узбудљиве ситуације.

## Реакције
Усташка власт драстично је реаговала на овај напад. Већ 5. августа објављено је како су стрељана четворица нападача. „Осим тога су осуђени на смрт по сенату покретног пријеког суда као саучесници и интелектуални зачетници тог нападаја 98 Жидова и комуниста, те су стријељани." Сутрадан, 6. августа, објављено је стрељање додатних "87 Жидова и комуниста“ као „даљи саучесници и интелектуални зачетници“ овог напада. Овој акцији била је посвећена и емисија Радио-Москве. У тој емисији наводило се да је непријатељ за одмазду стрељао 305 људи.
У својим саопштењима, усташка власт објавила је да је у нападу рањено 28 усташа, али се у неким изворима спомиње и већи број мртвих. Према каснијем извештају Раде Кончара, смртно су страдала двојица усташа, а рањених је било осамнаест.
Током прва два дана у руке усташа пало је 5 учесника у нападу и неколико сарадника. Од 12 учесника у нападу 4. августа 1941. само су Славко Комар и Драган Сељан дочекали ослобођење, док је осталих 10 погинуло у борби.
Славко Комар описао је овај догађај у зборнику "Револуционарни омладински покрет у Загребу".